# Cirrospilus channingi
Cirrospilus channingi är en stekelart som först beskrevs av Girault 1913.  Cirrospilus channingi ingår i släktet Cirrospilus och familjen finglanssteklar. Inga underarter finns listade i Catalogue of Life.